# 安全保障委員会
安全保障委員会（あんぜんほしょういいんかい）は、日本の衆議院のみに置かれる常任委員会である。国会法第41条2項12号に規定される。

## 概要
最初に置かれたのは1991年11月5日召集の第122回国会である（それ以前の第91回国会から第121回国会までは安全保障特別委員会が安全保障委員会の役割を担っていた）。議院規則により所管が定められており、防衛省、国家安全保障会議を対象とする（衆議院規則92条12号）。参議院では外交防衛委員会で安全保障政策を議論する。
安全保障委員会の委員は、議院において選任される（国会法42条1項）。委員の選任は、すべて議長の指名によって行われる（衆議院規則37条）。実際には、各議院運営委員会において、各会派の議席数に応じて各委員会の委員の員数も配分され、個別の人事は配分された員数の範囲内で各会派によって行われる。委員長は、委員の互選（国会法第25条）もしくは議長において指名（衆議院規則第15条第1項）で選任されると定められているが、後者の場合がほとんどである。この場合、事前に各会派間で協議された常任委員長各会派割当てと会派申出の候補者に基づいておこなわれる。なお、委員長に事故があった場合は理事が職務を行うことになっている（衆議院規則第38条第2項）。理事の選任は委員の互選（衆議院規則第38条第2項）となっているが、第1回国会以来すべて委員長の指名により行われている。理事の員数および各会派割当ては議院運営委員会で決定した基準により、選挙など会派の構成が大きく変わった際に見直される。

## 衆議院
- 衆議院における委員の選任は、総選挙後初めて召集される会期の始めに行われる（国会法第42条および衆議院委員会先例集9号）か、国会法または衆議院規則の改正により必要となったとき（衆議院委員会先例集10号）のみであり、その他の場合は異動とみなし、委員の辞任と補欠選任で対処することになっている。
- 多くの会派は、総選挙後の国会と毎年秋に召集される臨時国会の冒頭で各委員の構成を見直すことを例としていることから、実際に委員の構成が大きく変わるのはその際である。
- 委員の会派割当数は所属議員の比率により議院運営委員会において決定される（国会法第46条および衆議院委員会先例集12号）。

### 組織
衆議院安全保障委員会の員数は30人である（衆議院規則92条）。委員長1名、理事8名が選出または指名される。
衆議院安全保障委員会の組織
2025年（令和7年）5月14日現在
- 安全保障委員長
  - 遠藤敬（日本維新の会）

- 理事
  - 自由民主党・無所属の会：岩田和親、尾﨑正直、木原稔
  - 立憲民主党・無所属：篠原豪、升田世喜男、屋良朝博
  - 日本維新の会：美延映夫
  - 国民民主党・無所属クラブ：橋本幹彦

- 委員
  - 自由民主党・無所属の会：江渡聡徳、金子容三、黄川田仁志、草間剛、鈴木英敬、鈴木隼人、関芳弘、中曽根康隆、福田かおる、向山淳
  - 立憲民主党・無所属：新垣邦男、五十嵐衣里、伊藤俊輔、重徳和彦、下野幸助、松尾明弘
  - 日本維新の会：池畑浩太朗
  - 国民民主党・無所属クラブ：深作ヘスス
  - 公明党：西園勝秀、山崎正恭
  - 日本共産党：赤嶺政賢

### 所管事項
衆議院安全保障委員会の所管事項は次の通り（衆議院規則92条）。
1. 防衛省の所管に属する事項
2. 国家安全保障会議の所管に属する事項

国政調査案件
1. 国の安全保障に関する事項

## 所管国務大臣
委員会が審査又は調査を行うときは、政府に対する委員の質疑は、国務大臣又は内閣官房副長官、副大臣若しくは大臣政務官に対して行う（衆議院規則45条の2、参議院規則42条の2）。どの国務大臣等に対して出席を求めるかは、各議院の委員会において、委員長及び理事の協議で決定される。安全保障委員会において出席を求められる主な国務大臣等は、以下のとおり。
- 防衛大臣
  - 中谷元（自由民主党）
- 防衛副大臣
  - 本田太郎（自由民主党）
- 防衛大臣政務官
  - 金子容三（自由民主党）
  - 小林一大（自由民主党）